# Николај Крилов
Николај Иванович Крилов (рус. Никола́й Ива́нович Крыло́в; Балашов, 29. април 1903 — Москва, 9. фебруар 1972) је био Маршал Совјетског Савеза (од 1962). Био је командир Стратешких ракетних снага од 1963. до 1972. Од 1927. је био члан КПСС, а од 1961. до 1972. члан Централног комитета КПСС.
Рођен је у месту Гољевка, Саратовска губернија. 20. фебруара 1919. се као добровољац пријавио у Црвену армију.

## Ордење
Николај Крилов је између осталих награђен и следећим признањима:
- Два пута одликован орденом Хероја Совјетског Савеза
- Пет пута одликован орденом Лењина
- Четири пута одликован орденом Црвене заставе
- Орден Октобарске револуције
- Орден Суворова - 1. степена
- Орден Кутузова - 1. степена
- Медаља „За одбрану Стаљинграда“
- Медаља „За одбрану Севастопоља“
- Медаља „За победу над Немачком“
- Медаља „За победу над Јапаном“